# Éliane Plewman
Éliane Plewman –nascuda Éliane Sophie Browne-Bartroli– (Marsella, 6 de febrer de 1917 - Dachau, 13 de setembre de 1944) va ser una agent francesa del servei secret britànic (Special Operations Executive / Executiu d'Operacions Especials, SOE) durant la Segona Guerra Mundial. Portà a terme una missió clandestina a la França ocupada, com a missatgera de la xarxa Monk, de Charles Skepper. Fou arrestada, deportada i executada pels alemanys.

## Biografia

### Abans de la guerra
Éliane Sophie Browne-Bartroli va néixer el 6 de febrer de 1917 a Marsella. És l'última de tres fills d'Eugene Henry Browne, un fabricant anglès amb seu a França, i d'Elisa Francesca Bartroli, de nacionalitat espanyola. Va assistir a l'escola Notre Dame de Sion, a Marsella. Quan els seus pares es van separar, els tres fills van acompanyar la mare a Leicester. Després dels estudis universitaris, Éliane Browne-Bartroli va treballar a Leicester per a una empresa d'importació i exportació de roba i teixits, George Odom Ltd.
En esclatar la Segona Guerra Mundial, el 1939, Elisa Bartroli es va unir a la seva família a Espanya, amb els seus fills Albert i Eliane (Henry ja havia mort). Eliane Browne-Bartroli treballà com a voluntària al Servei de Premsa de les ambaixades britàniques, primer a Madrid i després a Lisboa. El 1942 va tornar al Regne Unit i va treballar al Servei de Premsa Espanyol del Ministeri d'Informació britànic.

### Compromís amb el SOE
Des de 1941, el SOE havia estat reclutant dones amb coneixements lingüístics. Eliane Browne-Bartroli va seguir la formació de la FANY (First Aid Nursing Yeomanry), el nom de la qual servia per camuflar la veritable ocupació dels seus membres.
El 28 de juliol de 1942 es va casar amb Thomas Langford «Tom» Plewman, de Lutterworth, un oficial de la Royal Artillery. S'instal·laren a viure a Leicester.
A mitjans de febrer de 1943, Eliane Plewman es va incorporar a l'Executiu d'Operacions Especials (SOE). Va signar la Llei de secrets oficials primer el 29 de març de 1943 i una segona vegada el 19 d'abril de 1943 com a sotstinenta del Servei Territorial Auxiliar i va començar a formar-se a principis de maig de 1943, per convertir-se en agent de camp. Allà va aprendre el maneig d'armes, el combat cos a cos, les tècniques de sabotatge –incloses de les vies del ferrocarril–, el maneig d'explosius, les comunicacions per ràdio i també com sobreviure amagada, adoptar una nova identitat, un passat, una vida, sense trair-se mai a una mateixa...
Eliane Plewman va ser llançada en paracaigudes a França, darrere de les línies enemigues, prop de Lons le Saunier, la nit del 13 al 14 d'agost de 1943, des d'un bombarder especial Handley Page Halifax Mark II del 161è esquadró de la Royal Air Force. El seu nom de guerra era Eliane Jacqueline Prunier, els seus noms en clau, Gaby, Dean o Madame Dupont. Després de la caiguda en paracaigudes, va resultar ferida, els seus contactes van desaparèixer i va romandre separada de la seva xarxa durant un mes durant el qual no es va tenir informació sobre la seva activitat.
Havia de ser la missatgera del capità Charles Skepper (alias Henri Truchot), el cap de la xarxa Monk del SOE per a la regió de Marsella, Roquebrune i Sant-Raphaël. La missió principal de la xarxa Monk fou la de sabotejar fàbriques i línies de ferrocarril per tal d'obstaculitzar la producció de qualsevol empresa que treballés per a la Wehrmacht i el transport de tropes i materials per a les forces d'ocupació.
Henri Truchot llogà un petit apartament al número 8 de la rue Mérentié per establir-hi la seva seu. L'emissora de ràdio clandestina i l'operador Arthur Steele es trobaven al camp, al sud de Roquebrune-sur-Argens, a la vil·la Cavalière, de Jean Hellet i Suzanne Goute. Una de les missions de la missatgera Eliane Prunier era garantir l'enllaç entre Marsella i Roquebrune perquè els serveis del SOE estiguessin informats de les missions i operacions sobre el terreny. Per fer-ho, havia de recórrer moltes vegades el trajecte entre dos llocs molt llunyans en una furgoneta equipada amb un fals convertidor de gas, un vehicle que funcionava amb gasolina, rar i car, i reservat per a determinats serveis prioritaris. També participava en la recepció, ocultació i transport d'equips de paracaigudes.
Albert Browne-Brartoli, que aleshores era cap de la xarxa Ditcher, va venir inesperadament a visitar la seva germana i passar la nit de Cap d'Any de 1944 amb ella, en detriment de totes les normes de seguretat. Participarà amb ella i la xarxa Monk en el sabotatge previst de 78 locomotores en diversos magatzems de la regió, entre les quals 32 només al dipòsit d'Aubagne. Esquivant les patrulles alemanyes van posar explosius sota la línia de ferrocarril Marsella-Toló i van deixar 30 locomotores fora de servei, impedint durant uns dies a l'enemic de traslladar tropes i subministraments per tren.

### Arrest
El 24 de març de 1944 la policia alemanya, acompanyada d'un agent francès de la Gestapo, va assaltar la casa de la rue Mérentié i va arrestar Charles Skepper, Henri Schwab i Julien Villevielle. Eliane Plewman i Arthur Steele van ser arrestats a la mateixa adreça l'endemà, mentre lliuraven equips de transmissió. Amb tres membres destacats del SOE arrestats, la xarxa Monk quedà decapitada.
Els agents detinguts van ser incomunicats a la presó de Lei Baumetas i interrogats durant tres setmanes a la seu de la Gestapo, al número 425 del carrer de Paradis. Henri Schwab va escapar de la tortura gràcies a les seves connexions, però no a la deportació a Alemanya.
Eliane Plewman va arribar el 12 de maig de 1944 a la presó de Karlsruhe, a Alemanya, amb altres set agents del SOE britànics, Yolande Beeckman, Andrée Borrel, Diana Rowden, Vera Leigh, Odette Sansom, Madeleine Damerment i Sonia Olschanezky. No es coneixien, no s'havien d'haver conegut mai, ni a l'entrenament, ni al camp, ni a la presó. De les vuit dones, només Odette Sansom tornarà i podrà explicar la història d'aquest viatge.

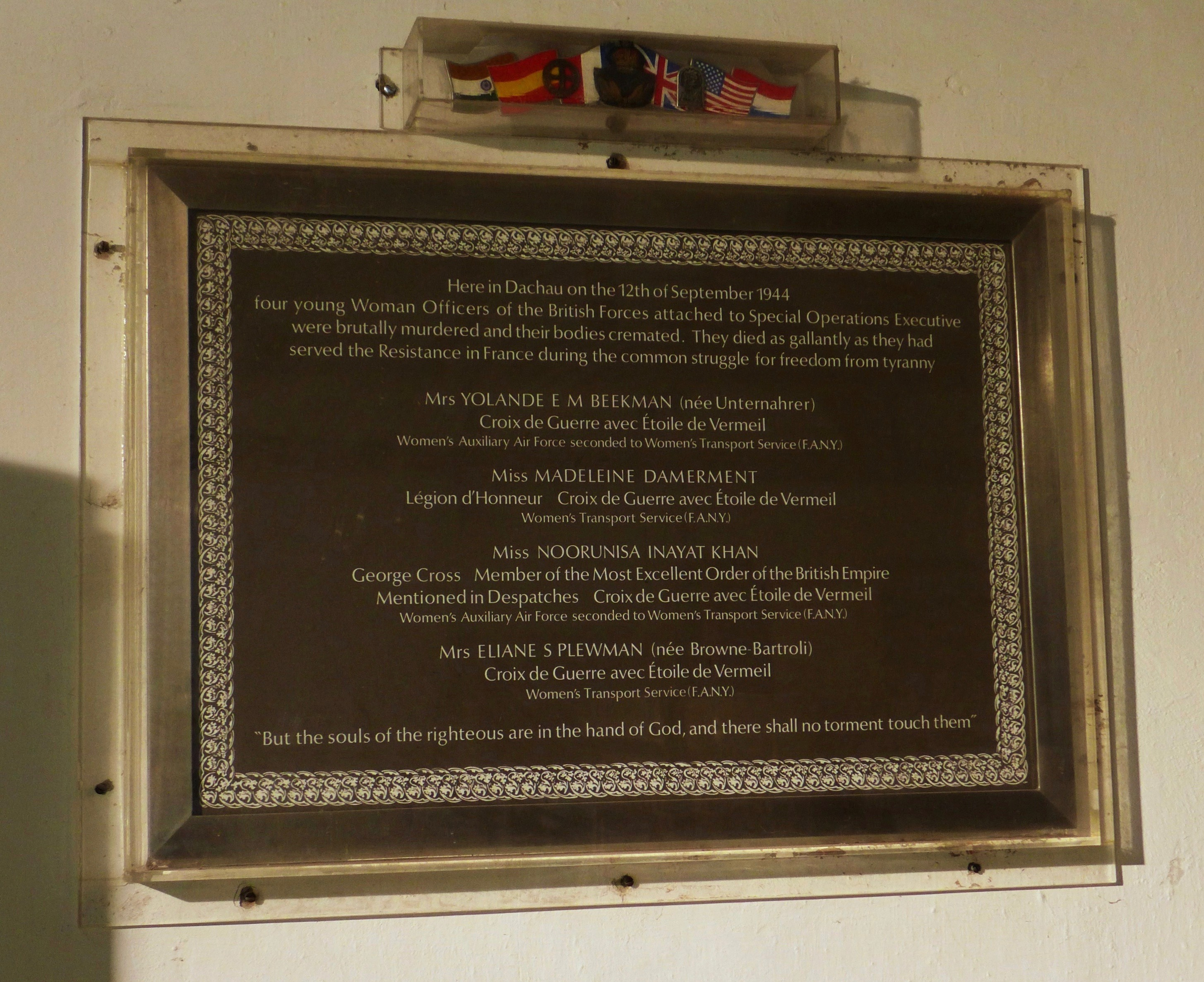
«Aquí a Dachau el 12 de setembre de 1944 quatre joves oficials de les forces britàniques adscrites a l'Executiu d'Operacions Especials van ser brutalment assassinades i els seus cossos cremats...»

La nit de l'11 al 12 de setembre de 1944, Eliane Plewman, de 26 anys, Yolande Beekman, «Marietta», de 33 anys, membre de la xarxa Musician and Madeleine Damerment, «Solange», de 26 anys, membre de la xarxa Bricklayers, pujaren en un tren amb destinació a Munic; una quarta dona a la qual encara no coneixien, Noor Inayat Khan, «Madeleine», de 30 anys, membre de la xarxa Physician, s'hi uní. Des de Munic, arribaren a Dachau a peu. El 13 de setembre van ser assassinades amb una bala al coll i els seus cossos van ser llançats a un crematori. Charles Milne Skepper va morir d'esgotament a Buchenwald al voltant del 4 d'abril de 1944. Arthur Steele va ser penjat cap per avall a Buchenwald fins que va morir el 14 de setembre de 1944. Henri Schwab morí durant la deportació. El destí dels membres de la xarxa Monk arrestats a Marsella no es va conèixer fins després de la guerra.

### La recerca de la veritat

#### El judici
Acabada la guerra, va tenir lloc un judici que va atribuir la responsabilitat de la traïció a Henri Bousquet, un notori col·laborador que va obtenir informació de la seva amant, que també era la d'Henri Schwab. Va ser condemnat a mort pel Tribunal Especial de Justícia el 19 de juliol de 1946 i executat.

#### Les falles de la SOE
En el seu llibre, Sarah Helm posa en dubte els serveis britànics del SOE i en particular la incompetència de Maurice Buckmaster, que es negà a creure que la seva xarxa estigués compromesa, enviant així molts agents a la seva detenció i mort durant més d'un any, malgrat les advertències dels agents. Aquesta seria una de les raons per les quals la seva col·laboradora, Vera Atkins, va viatjar per l'Alemanya en ruïnes després de la guerra per localitzar els agents desapareguts, incloses Eliane Plewman i dotze dones més de la Secció F. S'entrevistà amb antics deportats, supervisors i guàrdies.

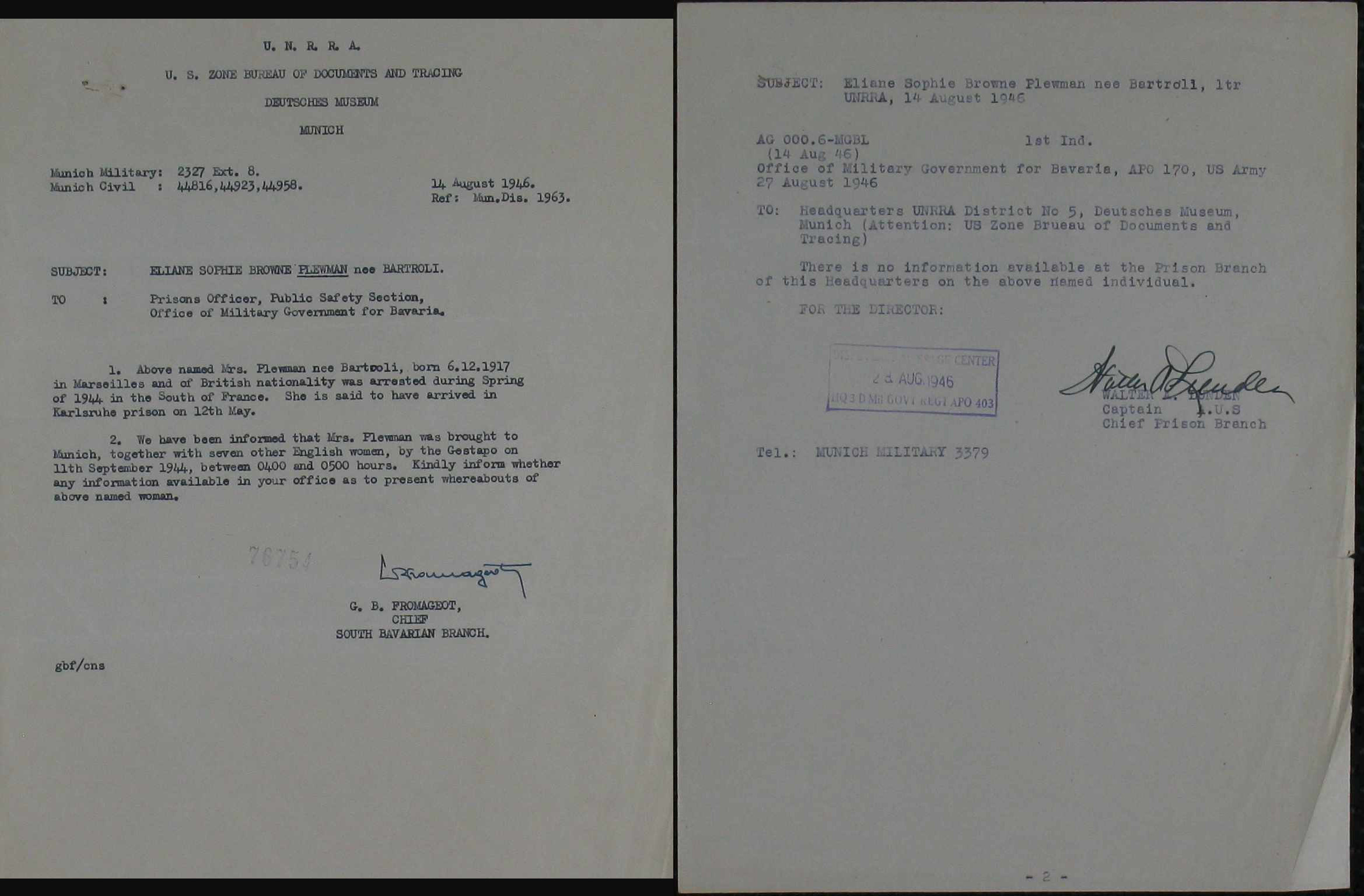
Sol·licitud de postguerra i informe sobre els esforços per localitzar Éliane Plewman.

### Guardons i reconeixements
Va ser guardonada pòstumament amb l'Estrella 1939-1945 del Regne Unit, l'Estrella de França i Alemanya, la Medalla de Guerra 1939-1945 juntament amb la Menció del Rei per la Conducta Valenta. França li va concedir la Croix de Guerre 1939-1945, amb estrella de bronze.

#### Monuments
- Com una dels 104 agents de la Secció F que van morir per França, Éliane Plewman és honorada al memorial de Valençay, Indre, França.[13]
- Brookwood Memorial, Surrey, panell 26, columna 3.[13]
- Una placa commemorativa es troba a la façana del número 8 de la rue Mérentié, a Marsella. Ret homenatge als tres agents de la xarxa MONK (Charles Skepper, Éliane Plewman i Arthur Steele) al lloc on van ser detinguts per la Gestapo. Aquesta placa, per iniciativa de Robert Lafont, va ser descoberta per l'alcalde de Marsella l'any 1998.
- Una placa a la paret del crematori de Dachau commemora el martiri de les quatre dones.[13]
- Un carrer del 13è arrondissement de Marsella porta el nom d'Eliane Plewman.